# Jaroslav Josef Malý
Jaroslav Josef Malý (1. října 1890 Daruvar – 12. srpna 1975 Karlovy Vary) byl český cestovatel, orientalista, spisovatel a chemik.

## Život
Narodil se českým rodičům původem z Křesína v dnes chorvatském Daruvaru. Po návratu rodiny do Čech studoval na reálce v Lounech, kde roku 1910 maturoval. Na filosofické fakultě české části Karlo-Ferdinandovy univerzity navštěvoval do roku 1914 přednášky přírodních věd. První cestovatelské pokusy podnikal s podporou české části univerzity, přírodovědeckého klubu a spolku Svatobor.
S finanční podporou ministerstva obchodu a průmyslu Ruské říše podnikl výpravu do Turkestánu. Navštívil Bucharu, Darváz, Šugnan, Pamír severní Afghánistán, severní Indii a západní Tibet.
První světová válka a ruská revoluce jej zahnaly na Sibiř. Jaro a léto 1918 strávil v tajze poříčí Ussuri a podzim v tundře u břehů Amuru. V roce 1921 cestoval v Mongolsku a Mandžusku. V roce 1924 pracoval ve střední Číně jako poradce čínského generála Tchen-Tse-Minga. Cestou do Evropy navštívil jižní Čínu, Indočínu, Malajský poloostrov, Cejlon a severní Afriku.
Přibližně v roce 1928 se vrátil do Československa a založil si vlastní chemickou továrnu v Praze. Po roce 1948 pracoval v chemické výrobě v Karlových Varech, kde roku 1975 zemřel.

## Publikační činnost
Od roku 1911 publikoval články v časopisech Právo lidu, Besedy času, Venkově, Širém světě, Světozoru a Malém čtenáři. Je též autorem tří cestopisných knih:
1. Přítmím džunglí a tajg, Praha, 1935
2. Napříč říší Tamerlánovou, Praha, 1939
3. V roklinách Darvázu, Praha, 1941